# Гњилане
Гњилане (алб. Gjilan или Gjilani) је градско насеље и седиште истоимене општине у Србији, које се налази у југоисточном делу Косова и Метохије и седиште је Косовскопоморавског управног округа. Према попису из 2024. било је 53.279 становника. Налази се у Косовском Поморављу и повезан је за Приштином, Урошевцем, Косовском Каменицом, Прешевом и Бујановцем.

## Назив
Османски хроничар Евлија Челебија спомиње Мораву као насеље Вучитрнског санџака. Челебија је записао: „Седамнаести дан путовања од Константинопоља како би прешао Врање, Ново Брдо, Криву Реку и Мораву”. Етимологија Гњилана је спорна. Албански извори тврде да је град (првобитно село) добио име по Бахти-бег Ђинолију (Bahti Beg Gjinolli) из клана Ђинај (Gjinaj) који је владао регионом Вучитрна (Мало Косово и Дреница), населио ово подручје у 18. веку (око 1750). Међутим, не постоје одређени докази који би поткрепили ту тврдњу и заправо нико не може потврдити ко су били први прави становници или када су се први пут настанили. Са друге стране, српски извори тврде да је порекло имена града у српској речи „гњило” (труло, труло).

## Географија
Гњилане се налази у југоисточном делу Косова и Метохије, у региону Косовског Поморавља. Једна је од од највећих општина у покрајини. Географски положај омогућава да се добро повезују са другим центрима Космета и региона. Постоје три мале реке, Биначка Морава, Бања и Станишорка, које се спајају и протичу на Биначку Мораву, западно од села Угљаре. Гњилане је удаљено 46 километара од Приштине, од Косовске Каменице — 27 километара, од Витине — 22 километра, од Новог Брда — око 25 километара. Општине региона граничи се на југоистоку са Прешевом (33 километра) и Кумановом (53 километра), док на истоку — са Бујановцем (40 километара).
Подручје Гњилана је дефинисано реком Моравом, која сакупља све мале реке, са просечном месечном стопом протока од 6,7 кубних метара. На југоистоку је окружен планинама Карадаг.
Координате града Гњилана су 42 степена северно и 21.20 степени источно, 501 и 590 метара надморске висине, док је у Будрикама 475 метара, до 1000 метара надморске висине у пограничној зони са Македонијом.
У сеизмичким мапама, Гњилане је познато као подручје изразите угрожености од опасности. Године 2002. погођен је земљотресом који је оставио десетине мртвих и повређених, као и преко 8.000 оштећених јавних и приватних објеката.

## Историја
У средњем веку град се звао „Морава” и био је велики трговачки и занатски центар. У Гњилану су често боравили српски владари, па је и први писани помен о њему, из 1342. године, непосредно везан за боравак краља Стефана Душана. Под данашњим именом град се први пут помиње крајем 14. века у повељи српске кнегиње Милице, жене кнеза Лазара.
У турском катастарском попису — дефтеру из 1455. године помиње се под именом „Гњилан” и наводи се да у селу има 41 домаћинство са српским становништвом, на челу са попом.
Од средњег века у Гњилану је постојало неколико цркава. Једна црква је вероватно била посвећена Свете Петки, пошто се место где се налазила још дуго по њеном рушењу звало „Петковце”. Манастир Светог Јована, на падини села Божевца, имао је бројно братство, што потврђују остаци веома великог калуђерског гробља. Средином 18. века Турци су разорили манастир (или „Арбанаси” 1780.) и на том месту основали садашњу варош.
Године 1861. на темељима старије, омање цркве у центру Гњилана, саграђена је велика црква Светог Николе. У темељ цркве је узидано камење које су Срби доносили из села Божевце код Косовске Каменице. Камење доношено је са брда Оџин Камен. То су остаци некадашње цркве и остаци тврђаве Прилепац у којој је рођен кнез Лазар Хребељановић.
Она је више пута страдала у пожарима, а једном је изгорела до темеља. Било је то 1892. године, али је већ 1900. године освећена након потпуне оправке. Последњи пут је обновљена 1983. године. Данас се у њој чува лепа збирка икона, књига и црквених сасуда.
Српска школа — зграда (дом просвете) је подигнута 1895. године. Стара школска зграда била је ниска и јако опала. Нова је требало да се гради (на месту старе) када је добијен царски ферман и скупљен материјал, али тада је изгорела црква (1892). Иако их је то помело, мештани Срби су ипак кренули са градњом школе, да се не би губило време тражења фермана за оправку цркве (дома молитве). Градња школског здања је трајала годину дана, а опремање унутрашњости и улепшавање се наставило даље. Гњиланци су повећали број учитеља, сразмерно броју школске деце. Такође су основали хуманитарно удружење названо „Љубав”, које ће водити сталну бригу о школи и ученицима. У удружењу је 1900. године било 60 редовних чланова, а број чланова и друштвени капитал су стално расли.
Постоје више предања о пореклу назива. Током шездесетих година 20. века записана је и објављена легенда о постанку Гњилана, по којој је добило назив по ковачу који је правио огњила. Код старијих људи је постојало предање да је место где се налази центар града било веома мочварно, тј. гњило, са много блата, па отуда назив за Гњилане. Према предању највише раширеном код Албанаца, Гњилане је основао 1750. године Бахти-бег Џинић, па отуда код њих у новије време назив „Gjilan” (Ђиљан), док је код староседелаца Арбанаса био сачуван стари назив „Gilan” (Гилан), који користе и староседеоци Турци. Међутим, први подаци који се односе на постојање насељеног места на том подручју се појављују већ у првој половини 14. века и то у доба владавине цара Стефана Душана, који је и посетио Ружицу (како се у то време звало Гњилане) негде око 1351. године и прешао преко чувеног Маскетаровог моста на реци Добруши, у центру града, и тако занавек обележио историју овог српског места. У то време (14. век), у близини Гњилана, у утврђењу Прилепац, рођен је кнез Лазар Хребељановић, који се 1389. године, у боју на Косову, супротставио исламском надирању.

### Други српско-турски рат 1877—1878.
Након ослобођења Врања 19. јануара 1878. године, заповедник Шумадијског корпуса генерал Јован Белимарковић, 21. јануара наредио је команданту Друге шумадијске дивизије да форсираним маршем наступа преко Гњилана и заузме Приштину. Другој шумадијској дивизији додао је и два батаљона добровољаца.
У међувремену, османска цивилна и војна управа у Гњилану напустила је ово место. Виђенији гњилански Срби у договору са командантом жандармерије Суљчом буљубашом отворили су војне магацине, наоружали се и поставили страже на најзначајнијим тачкама у вароши и око ње. Локални српски учитељ Зарија Поповић упутио је писмо „команданту српске војске“, којим му је поручио „да је турска власт напустила град, да војске нема, и за то одмах да пошаље једно одељење и заузме град без икаква отпора“. Одговор је убрзо стигао од потпоручника Алексе Радојичића, који је рекао да се са војском налази у селу Доморовцу и да би волео да уђе у Гњилане, али да нема наређење од Врховне команде.
Сутрадан ујутру, опажено је присуство наоружаних Арбанаса и Черкеза на четири до пет километара од Гњилана. Гњилански Срби мислили су да се спрема нови напад на њих, па су преко Зарије Поповића поново писали српској војсци, у нади да ће њене трупе што пре ући у њихову варош. Одговор је убрзо стигао од капетана Михаила Барјактаревића, у којем је стајало да ће његова бригада брзо доћи и да ће, у знак поштовања и захвалности, Суљчи буљубаши и његовим заптијама допустити да носе оружје.
23. јануара 1878. године, око подне, српска војска ушла је у Гњилане. Њој су у сусрет изашли највиђенији локални Срби, али и Арбанаси и Турци који се нису плашили њеног доласка. Историјски моменат сусрета српских војника и Гњиланаца живописно је овековечио поменути учитељ Поповић речима:
| „                | Ах, велик је то дан!... Величанствен је тренутак!... благословен је... јер га тек векови доноси!... Коњица је српска пред нама... Лагано иде... А ми јој се журимо на сусрет. У један мах хаџи Стајко ме ухвати за руку и стеже, па, у необичној радости, која кроз сузе говори, чисто не верујући својим очима, не знајући је ли ово јава или сан, који се од Косова снива, упита ме: ʼЈе ли ово истина?ʼ — Истина је, хаџија! Ово је српска војска!... Ми смо слободни!... Старац се сав наслони на мене, дал у мал не падох, те викнух за снег... расхладисмо чело хаџијино, а он отвори очи и прошапута речи Симеуна Богопримца: ʼСад ми, Господе, прими душу — радо ћу умрети, јер моје очи видеше спасење!ʼ Гњиланци притрчаше ко- њима па их грле... љубе... љубе у лица, рамена, руке, колена, ноге... коња — како ко стигне — љубе и плачу. И војници бришу сузе... Тишина... Да, необична радост не може да се искаже обичним усклицима. Највећа је и најсвечанија — тишина! Ја се једва прибрах те поздравих војску. Руком пружих на Косово, да је близу... нека похита, да мученицима... потомцима косовских јунака слободу донесе! Заврших са Живео Кнез Ослободилац! Војска громко прихвати: ʼЖивео!ʼ... а необична осећања ослободилаца и ослобођених спојише се у урнебесна клицања: ʼЖивео!ʼ... ʼЖивео!ʼ... ʼЖивео!ʼ... | ” |
| — Зарија Поповић | |   |

Појава српских војника у срцу Косовског Поморавља после неколико векова османске окупације за локални српски живаљ био је догађај од највеће важности и истинске радости. За локално мухамеданско становништво то је пак био разлог за зебњу, страх и неизвесност. Плашили су се освете српске војске због насиља које су чинили арбанашки башибозуци и Черкези у Гњилану, повлачећи се после изгубљене битке код Врања.
| „                | Бејаше то гром за Турке, а за Србе бејаше, онај радосни поклич, који мртве буђаше, да устану да живе! [...] И Турци, − и ако сунце још не бејаше на заходу своме − у један мах стадоше дућане своје затварати. Наста лупњава ћепенака... Звечање катанаца... Страховита журба... Турци беже својим кућама... Само би на сусрету један другоме могли у страху да рекну, и то више махањем руку да кажу: ‘Србин дође!’... ‘Србин дође!’... па би убрзали кораке... Док стигоше кућама, а оно ствари неке већ изнесене у двориште и друге се износе. Везују се ствари... Закивају сандуци — спремају се за бекство. Лупњава... Ви-ка... Врисак деце... Писак була: ‘Јаој нама!’ ‘Србин дође!’... ‘Србин дође!’ ‘На Поповицу Србин дође!’... ‘Јаој нама!’... ‘Јаој нама!’... И Срби затварају своје дућане, и Срби трче својим кућама, али радосни, срећни... | ” |
| — Зарија Поповић | |   |

Гњилане је у то доба било варошица „турско-источњачког“ и „патријархалног“ типа. Ово место представљало је административни центар гњиланске казе у саставу приштинског санџака Косовског вилајета. Гњиланске улице биле су доста широке и праве, нетипичне за оријенталне вароши. Куће су биле мале, приземне, изграђене од плетери или неког другог слабог материјала и покривене сламом. Најраскошнији објекат у Гњилану били су двори бегова Џинића, најмоћније и најутицајније локалне породице, која је до 1865. године господарила гњиланском нахијом. За време њихове власти Гњилане је заменило Ново Брдо, и то у административном погледу (донекле и у привредном). Ово место се у то доба рачунало као центар новобрдске казе.
Како је примирјем у Једрену било одређено да се српска војска повуче на линију до села Кончуља (околина Бујановца), из Грачанице су се 26. јануара 1878. године најпре повукли коњаници поручника Никетића, а затим и добровољци поручника Сандића из Добротина. Кратко су се задржали у селу Понешу код Гњилана, а затим сасвим повукли са косовског простора.
Гласине о повлачењу српске војске са простора Косова у Гњилану примљене су са зебњом и неверицом. У почетку се мислило да се ради о непријатељској пропаганди. Међутим, кад се кренуло са организованим транспортовањем пшенице и кукуруза из Гњилана у Врање, наслутило се да су гласине истините. Српска војска се дефинитивно спремала на повлачење. Заједно са њом и новоформирани органи локалне власти и значајан број становника српске националности.
Српско становништво које је одредбама Санстефанског уговора остало у границама Османског царства или Велике Бугарске није се мирило са својом предодређеном судбином. Широм Старе Србије почело је прикупљање потписа за петиције у којима се тражило ослобођење српских крајева и њихово припајање Кнежевини Србији. Ове народне петиције слате су кнезу Милану Обреновићу, руском цару и представницима великих сила. У средишту свих активности око прикупљања и слања народних адреса и молби налазио се „Одбор за ослобођење Старе Србије и Македоније“ који је 1877. године био основан у Београду. Прве петиције у име гњиланских Срба кнезу Милану Обреновићу послали су Зафир Поповић и Хаџи-Танаско Хаџи-Павловић 23. априла 1878. године. У петицији која је јуна 1878. године упућена британском конзулу Маршалу у Врању, Срби из гњиланске нахије (Гњилане, Пасјане, Ранилуг, Ропотово, Доморовце, Коретиште, Станишор, Партеш, Понеш, Будригa, Мочарe...), истакли су да су они били и остали Срби, а не Бугари и да их као такве треба припојити српској, а не бугарској кнежевини. У наведеном документу са једом су закључили да се „велике силе заузимају само за Бугаре, док о несрећној судбини српског народа у Турској, нико не води рачуна“. Јеврем Грујић, министар правде и унутрашњих дела Кнежевине Србије, упутио је 9. јуна 1878. године депешу Јовану Ристићу којом му саопштава да Срби у Гњиланској нахији „трпе зло од Турака“ и да „само у придружењу Србији виде спасење своје“.

Преко дечанског игумана Саве (Бараћа) гњилански Срби су заједно са сународницима из других крајева Старе Србије упутили апел Берлинском конгресу којим су од представника великих сила тражили да узму у обзир проблеме са којима су се стално суочавали - убиствима, малтретирањима, уценама, пљачкама и другим облицима насилничког деловања, због којег су многи били приморани на исељавање. Ипак, њихове молбе биле су узалудне. Одредбама Берлинског конгреса, Косовско Поморавље остало је у саставу Османског царства. Како је та одлука деловала на локални српски живаљ, можда најбоље описују стихови који су настали у том периоду:
„Ој Гилане пуста варош,

зар за тебе нема радост,

дође Србин па се врати,

а Гилане још да пати.”

### Модерна историја
Гњилане је након Берлинског конгреса 1878. године, по разграничењу постало погранично место али на турској страни. Срби су се груписали око своје православне црквене општине. Основани су Културни клуб, Соколско друштво, Певачко друштво и друго што је сметало Турцима и Арнаутима. Дешавали су се напади и злочини над незаштићеним Србима, а врхунац насиља представља убиство српског првака Николе Ђорђевића 1903. године. Насиље је настављено и наредних година, иако је ступио на снагу нови турски устав. Локални одметник Хамдија је 1908. године у селу Бостану убио гњиланског свештеника поп Михаила Катанића. Тај догађај је огорчио Србе и ујединио их пред велике догађаје који ће уследити. Многи Срби из места су ступили у комите. Становници Гњилана су, најзад, 1912. године дочекали дуго жељену слободу, када су се и последње турске трупе повукле из овог града. Године 1913. највише српских добровољаца дало је невелико Гњилане. Послератни просперитет и полет у Гњилану је 1927. године спласнуо због економске кризе. Место је тада изгубило првостепени суд, који је пренет у Приштину; постао је срески суд. Петоразредна гимназија је претворена у Грађанску школу за коју није било довољно интересовања. Лоше су биле саобраћајне везе па самим тим и трговина, а од ослобођења до тада није била подигнута ни једна јавна зграда у Гњилану. Подигнути су међутим Соколски дом као и споменик Блаженопочившем српском краљу Петру.
Гњилане је један од градова на Косову и центар је Косовског Поморавља. У центру града испред градског позоришта до 1999. године налазио се споменик кнезу Лазару који је са доласком КФОР-а порушен. Споменик је при томе значајно оштећен, али је сачуван у америчкој бази Монтид у Гњилану. На иницијативу мештана села Шилово споменик је јуна 2007. постављен и освештан у њиховом селу.

## Демографија
Становништво Гњилана је увек било мешовито, али са албанском већином после Другог светског рата. Према попису становништва из 2011. године, општина Гњилане има 90.178 становника. Албанци — 87.814, Срби — 624, Турци — 978, Бошњаци — 121, Роми — 361, Ашкалије — 15, Горанци — 69, Египћани — 1, Остали — 95. Нису се изјаснили — 35 људи. У граду живи 54.239 становника, док у руралним подручјима — 35.939. Подела становништва према полу: мушки — 45.354, женски — 44.824.

### Етничке групе
Велика већина становништва су Албанци, затим Срби и мали број мањина. Постоји, између осталог, 978 Турака или 1 % општинског становништва. Број Срба се смањио због делимичног бојкота и стварања српске општине Партеш.
Етнички састав општине:
| Етнички састав према попису из 1961.‍ | Етнички састав према попису из 1961.‍ | Етнички састав према попису из 1961.‍ | Етнички састав према попису из 1961.‍ | Етнички састав према попису из 1961.‍ |
| ------------------------------------ | ------------------------------------ | ------------------------------------ | ------------------------------------ | ------------------------------------ |
|                                      |                                      |                                      |                                      |                                      |
| Албанци                              | Албанци                              |                                      | 5.535                                | 43,6%                                |
| Срби                                 | Срби                                 |                                      | 4.754                                | 37,5%                                |
| Роми                                 | Роми                                 |                                      | 578                                  | 4,6%                                 |
| Југословени                          | Југословени                          |                                      | 159                                  | 1,2%                                 |
| Црногорци                            | Црногорци                            |                                      | 149                                  | 1,2%                                 |
| остали                               | остали                               |                                      | 1.302                                | 10,3%                                |
| Укупно: 12.681                       |                                      |                                      |                                      |                                      |

| Етнички састав према попису из 1981.‍ | Етнички састав према попису из 1981.‍ | Етнички састав према попису из 1981.‍ | Етнички састав према попису из 1981.‍ | Етнички састав према попису из 1981.‍ |
| ------------------------------------ | ------------------------------------ | ------------------------------------ | ------------------------------------ | ------------------------------------ |
|                                      |                                      |                                      |                                      |                                      |
| Албанци                              | Албанци                              |                                      | 25.619                               | 72,7%                                |
| Срби                                 | Срби                                 |                                      | 5.644                                | 16%                                  |
| Роми                                 | Роми                                 |                                      | 2.821                                | 8%                                   |
| Турци                                | Турци                                |                                      | 663                                  | 1,9%                                 |
| Црногорци                            | Црногорци                            |                                      | 143                                  | 0,4%                                 |
| Укупно: 35.229                       |                                      |                                      |                                      |                                      |

| Етнички састав према попису из 2011. (по косовским подацима)‍ | Етнички састав према попису из 2011. (по косовским подацима)‍ | Етнички састав према попису из 2011. (по косовским подацима)‍ | Етнички састав према попису из 2011. (по косовским подацима)‍ | Етнички састав према попису из 2011. (по косовским подацима)‍ |
| ------------------------------------------------------------ | ------------------------------------------------------------ | ------------------------------------------------------------ | ------------------------------------------------------------ | ------------------------------------------------------------ |
|                                                              |                                                              |                                                              |                                                              |                                                              |
| Албанци                                                      | Албанци                                                      |                                                              | 52.860                                                       | 97,5%                                                        |
| Турци                                                        | Турци                                                        |                                                              | 646                                                          | 1,2%                                                         |
| Роми                                                         | Роми                                                         |                                                              | 361                                                          | 0,7%                                                         |
| Укупно: 54.239                                               |                                                              |                                                              |                                                              |                                                              |

Број становника на пописима:
| Демографија | Демографија | Демографија |
| Година      | Становника  | Становника  |
| ----------- | ----------- | ----------- |
| 1948.       | 8.613       |             |
| 1953.       | 9.250       |             |
| 1961.       | 12.681      |             |
| 1971.       | 21.258      |             |
| 1981.       | 35.229      |             |
| 1991.       | 51.912      |             |

### Језици
Српски, албански и турски су званични језици општине.

## Познате личноси
- Давид Димитријевић, (1874-1929), национални радник, књижар, издавач
- Светозар Дичић, (1876-1928), учитељ, национални радник
- Зарија Ђорић, (пре 1880 - после 1931), учитељ, управник школе, национални радник
- Јефтимије Тинко Катанић, (1851-1916), трговац, народни првак
- Зарија Поповић, (1856-1934), национални и просветни радник, књижевник и начелник Државне статистике
- Мира Ступица, (1923-2016), глумица
- Атанасије Урошевић, (1898-1992), географ, антропогеограф и етнолог

## Галерија
- Црква Светог Николе
- Велика џамија
- Главна улица
- Сахат-кула
- Панорама Гњилана, 2017.